# Tres ensayos sobre teoría sexual
Tres ensayos sobre teoría sexual (en alemán Drei Abhandlungen zur Sexualtheorie) es una obra de 1905 de Sigmund Freud que avanza su teoría de la sexualidad, en particular, su relación con la infancia. Junto con La interpretación de los sueños, estos ensayos son una de las contribuciones más trascendentales y originales de Freud al conocimiento humano.

## Contenido
En resumen, Freud argumentó que la perversión estaba presente incluso entre las personas sanas, y que el camino hacia una actitud sexual madura y normal comenzaba no en la pubertad sino en la temprana infancia (ver desarrollo psicosexual).
Observando a los niños, Freud afirmó encontrar una serie de prácticas que parecían inofensivas pero que eran realmente formas de actividad sexual (chuparse el dedo era un primer ejemplo, las implicaciones eran bastante obvias). Freud también procuró unir su teoría del inconsciente propuesta en La interpretación de los sueños (1899) y su trabajo sobre la histeria postulando a la sexualidad como la fuerza pulsional tanto en la neurosis (por medio de la represión) como en la perversión (por medio de la operatoria de la desmentida de la castración). También incluía los conceptos de envidia del pene, complejo de castración y complejo de Edipo.